# Клаудио Олинто де Карвальо
Клаудио Олинто де Карвальо (на португалски: Claudio Olinto de Carvalho), по-известен като Нене е бразилски футболист, полузащитник.

## Кариера

### Футболист
Нене е роден в Сантос в семейството на футболиста Ерминио Олинто де Карвальо, който играе за Сантос в годините 1943–1954 на позицията ляв бек. От 1956 г. той е в школата на отбора, а своя дебют прави през 1960 г. По това време Сантос е един от най-силните клубове в света, в който играят световните шампиони - Пеле, Пепе, Коутиньо, Зито. Но Нене намира своето място сред тях и за 3,5 години в 54 мача отбелязва 24 гола. Със Сантос, Нене печели девет трофея, включително две Копа Либертадорес, Междуконтиненталната купа и две титли на Бразилия.
Постиженията на младия халф не са незабелязани в Европа - в приятелски мач в Торино, той привлича вниманието на спортния директор на Ювентус Джампиеро Бониперти, след което бразилецът остава в Европа. Единственият му сезон в старата госпожа е доста приличен - 11 гола в 28 мача, но поради лошите отношения с аржентинската легенда Омар Сивори, Нене е принуден да напусне италианския гранд.
От 1964 до 1976 г., Нене играе за скромния за италианските стандарти Каляри. Въпреки факта, че са с малък бюджет в сравнение с грандовете и не толкова известни играчи, Каляри събира най-добрият си отбор в историята, с който печели Серия А през сезон 1969/70. Един от лидерите на шампионcкия отбор е именно Нене. През 1967 г. той заминава за кратко под наем в Съединените щати. В годините 1973–1975 той е капитан на Каляри.

#### Нациoнален отбор
В националния отбор на Бразилия Нене изиграва само 4 мача отбелязва 1 гол. През 1963 г. той печели със Селесао Панамериканските игри.

### Треньор
След приключване на футболната си кариера става треньор, първоначално на юношеските отбори на Фиорентина. След това води отборите на Паганезе и Санта Елена Куарту, след което се завръща като треньор на юношите в Каляри и Ювентус. След 2002 г. той се оттегля от активна кариера като треньор.
През последните си години, изпитва финансови затруднения. Тежко болен е, като се подлага на няколко операции, живее в старчески дом. Умира на 3 септември 2016 г. поради проблеми с дишането. Сред учениците на Нене са много от звездите на италианския и световния футбол, като например Клаудио Маркизио.

## Отличия

### Отборни
Сантос
- Кампеонато Паулища: 1962.
- Таса Бразил: 1962, 1963.
- Торнейо Рио-Сао Пауло: 1963.
- Копа Либертадорес: 1962, 1963.
- Междуконтинентална купа: 1962.

Каляри
- Серия А: 1969/70.

### Международни
Бразилия
- Панамерикански игри: 1963.